# Islas Aurora
Las islas Aurora, también llamadas islas de la Aurora o islas Auroras son un conjunto de rocas oceánicas ubicado en el Atlántico Sur, en la región más septentrional del Arco de las Antillas Australes. Se las ubica a unos 1200 km al este de la isla de los Estados en Tierra del Fuego y a unos 232 km al O.N.O. de la isla San Pedro (o Georgia del Sur) de las Georgias del Sur, archipiélago al cual se las suele agrupar.
Las Aurora están constituidas por dos grupos: el de las rocas Cormorán o conjunto occidental, y el de la roca Negra o conjunto oriental.

Ambos conjuntos están constituidos por rocas sedimentarias, tratándose de cumbres emergidas de la llamada «Dorsal del Scotia», continuación submarina de la cordillera de los Andes.
Estas islas están dos de los puntos que determinan las líneas de base de la República Argentina, a partir de las cuales se miden los espacios marítimos que rodean al archipiélago.

## Geografía

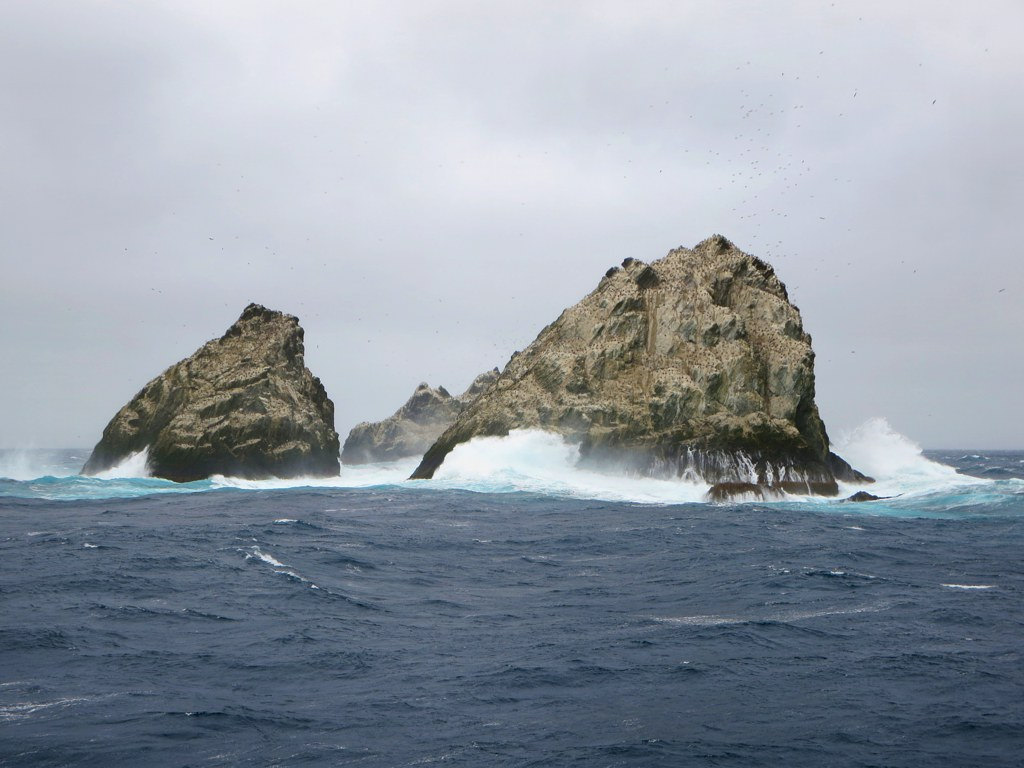
Las Cormorán en octubre de 2014.

Debido a su área muy reducida es infrecuente que aparezcan en las cartografías comunes. En efecto, sometidas a una intensa erosión, el área emergida actual de estas islas es de tan solo 0,2 km² (20 ha).
Las Cormorán se encuentran hacia los 53°33′00″S 42°02′22″O / -53.55000, -42.03944. La roca Negra (Black Rock en inglés) se encuentran unos 18 km al este de las anteriores, hacia los 53°39′07″S 41°48′01″O / -53.65194, -41.80028.
Las rocas Cormorán son seis islotes principales (agrupados en dos conjuntos de tres) con forma de picachos rodeados de bancos y arrecifes. Se encuentran cubiertas de guano, por lo que cuando no están cubiertas por hielo y nieve tienen un color pardo. En las Cormorán se encuentra la mayor elevación de las islas Aurora: 72 m s. n. m. Las profundidades del océano en sus proximidades son de 319 metros.
El conjunto de la roca Negra prácticamente consta de una isla principal pequeña y llana llamada la roca Negra y, a 1 km al este, un islote menor que se encuentra casi a flor de agua durante la pleamar.

### Clima
Debido a su ubicación el clima es oceánico subpolar, frío, ventoso, perhúmedo con frecuentes borrascas, mientras que las temperaturas promedio anuales rondan los -1,26 °C y rara vez superan los 15 °C. Estas pequeñas aunque estratégicas islas y sus islotes se ubican en la zona de los vientos llamados Cuarenta bramadores o vientos rugientes de la latitud 40°S.

## Historia

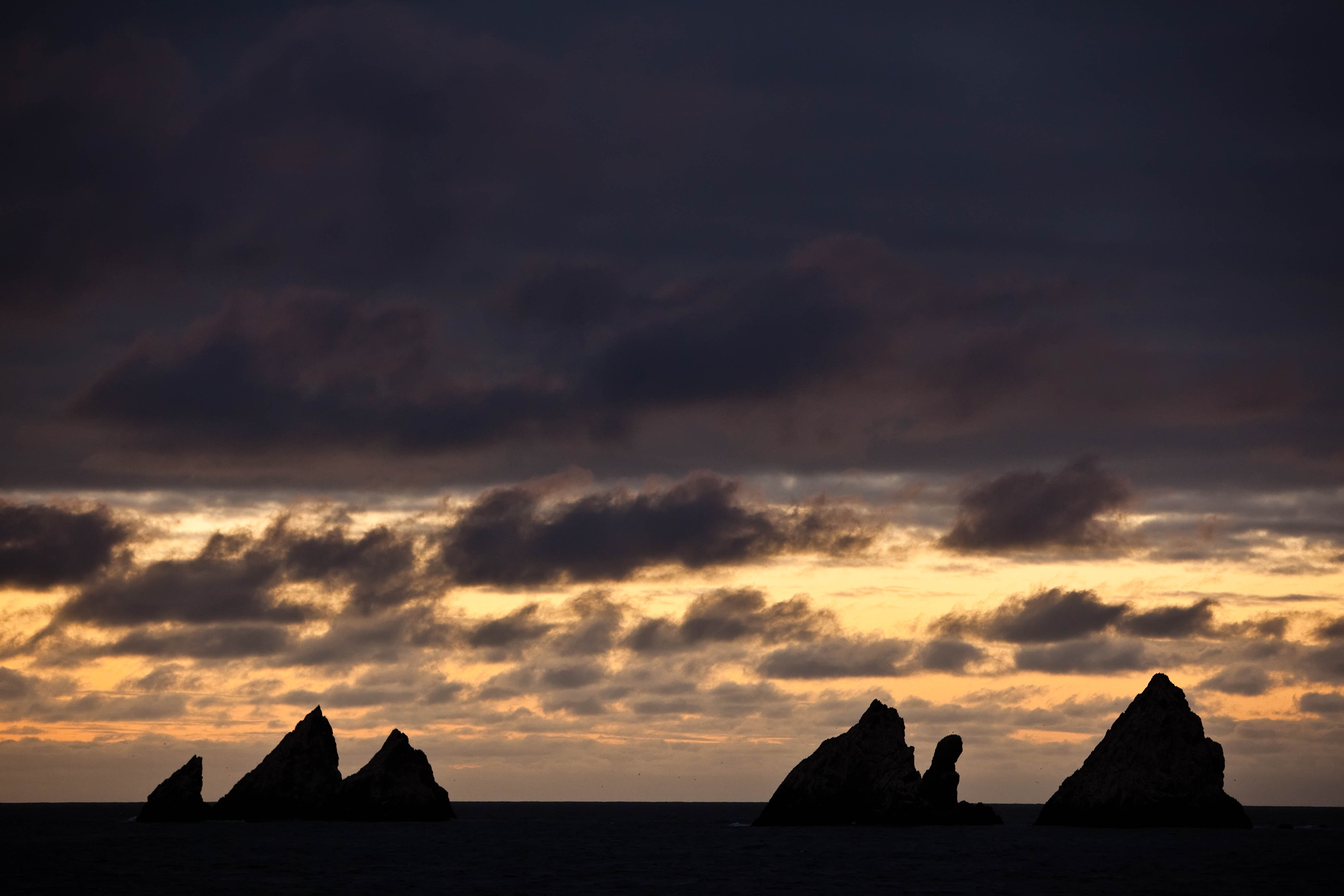
Las rocas en un atardecer de enero de 2009.

Estas islas fueron descubiertas en 1762 por el navío español Aurora que regresaba a España desde el Callao al mando del capitán José de la Llana (o Joseph de la Llana). En 1769 se produjo el segundo avistamiento por parte del navío San Miguel. En 1774 las volvió a visitar el navío Aurora, en 1779 fueron vistas desde el velero Pearl y en 1790 desde el Dolores y desde el Princesa de la Real Compañía de Filipinas. Su nombre fue puesto por los marinos españoles debido al color negro producto de la roca volcánica.
A principios de 1794 la corbeta Atrevida comandada por el capitán de navío español José de Bustamante y Guerra, integrante de la expedición político-científica que comandaba este junto al capitán de navío ítalo-español Alejandro Malaspina, se separó de su nave gemela en las islas Malvinas y se dirigió a verificar los descubrimientos de estas Antillas del Sur así como los de las islas San Pedro (actualmente más conocidas como Georgias del Sur). La Atrevida avistó a la principal de las Cormorán el 20 de febrero de dicho año, avistando seguidamente a todas las otras islas incluidas las rocas Negras y registrando con gran precisión sus coordenadas.
En 1820 y 1822 las buscó James Weddell y en 1822 los capitanes Johnson y Morrell, pero no pudieron hallarlas, adquiriendo el rótulo de islas fantasmas, seguramente porque no advirtieron que la posición fijada por Malaspina era desde el meridiano de Cádiz y no desde Greenwich. Desde el siglo XVI las islas aparecen en las cartas en español con el nombre de islas Aurora, tal como se documenta en el Atlas Geográfico Argentino compuesto antes de 1886 y editado en 1888, atlas que es principalmente autoría de Mariano Felipe Paz Soldán, obra realizada por este geógrafo en Argentina cuando trabajaba para el Gobierno argentino y recabando datos aportados en gran medida por fuentes argentinas.
Las islas son muy difíciles de avistar por su escasa altura y extensión y el frecuente clima tormentoso, por lo que solían aparecer y desaparecer en las cartografías. Hacia 1900 se llegó a creer que las Aurora eran otros archipiélagos de las Antillas del Sur.
De difícil acceso por las condiciones ya indicadas del clima y del mar en la región, el primer ser humano que las pisó fue el geólogo argentino Mario Giovinetto. Durante la Campaña Antártica Argentina de 1955 y 1956, desde el ARA Bahía Aguirre, arribó en un helicóptero para efectuar estudios y tomar numerosas muestras de rocas.
Abunda en ellas la avifauna: cormoranes, petreles, pingüinos.

## Disputa de soberanía

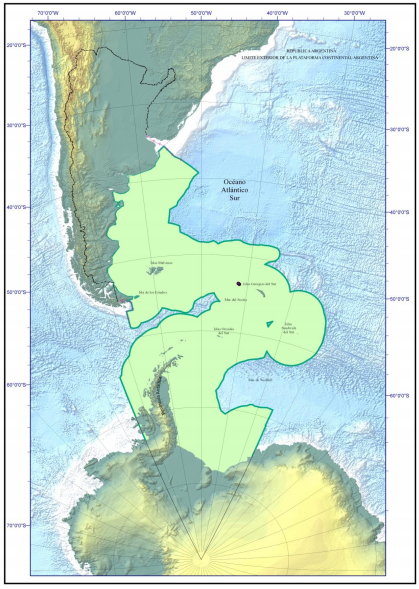
Mapa oficial de la plataforma continental argentina aprobado parcialmente por las Naciones Unidas, como consecuencia de la Convención sobre el Derecho del Mar de 1995. El punto negro corresponde a las pequeñas, pero muy estratégicas islas Aurora.

El grupo insular es reivindicado por la República Argentina, que lo considera parte del departamento Islas del Atlántico Sur dentro de la provincia de Tierra del Fuego, Antártida e Islas del Atlántico Sur; se hallan bajo control británico, que las considera parte del Territorio Británico de Ultramar de las islas Georgias del Sur y Sandwich del Sur. Ambos países difieren en cuanto a si las islas Aurora pueden generar una zona económica exclusiva en el mar circundante de acuerdo al artículo N.º 121(3) de la CONVEMAR: el Reino Unido considera que estas rocas no pueden sostener habitabilidad humana ni actividad económica de suyo propio negando la existencia de una zona económica exclusiva,[cita requerida] mientras que Argentina considera lo contrario y ha realizado una reclamación de soberanía de 200 millas marinas en torno a las islas Aurora. Esta zona reclamada por Argentina es considerada alta mar por el Reino Unido cuando se extiende más allá de las 200 millas marinas contadas desde las islas Georgias del Sur, aunque la plataforma submarina del área ha sido reclamada por ambos países.

## Literatura
Lo elusivo de estas islas las ha hecho sugestivas para algunos literatos, por ejemplo Edgar Allan Poe las menciona en La narración de Arthur Gordon Pym, en esta novela Pym y sus compañeros intentan descubrirlas antes de encontrarse con la extraña isla Tsalal, luego de la obra de Poe, Julio Verne también las menciona fugazmente en La esfinge de los hielos; en el 2001 la escritora Barbara Hodgson escribió Hippolyte's Island (La isla de Hippolyte) novela en la cual las islas Aurora, muy idealizadas, son redescubiertas por el protagonista. Raymond Ramsay las cita en su libro No longer on the map (Ya no están en el mapa).